# Starhawk (videojuego de 1979)
Starhawk es un juego de arcade vectorial de 1979 diseñado y programado por Tim Skelly y fabricado por Cinematronics. Starhawk es un juego de disparos no oficialmente basado en Star Wars: Episode IV, el primer juego arcade en el que se utilizan descaradamente  los conceptos de Star Wars. El juego era único en su momento por sus gráficos pseudo-3D. Fue lanzado para el sistema doméstico Vectrex en 1982. 
Fue necesario instalar un bloque de cemento en el interior de la máquina de arcade para evitar que esta se volcara sobre el jugador.

## Historia
De acuerdo con el manual de Vectrex, la historia trata de "proteger a tus camaradas de las naves alienígenas que intentan infiltrarse en tu cultura" y "defender la soberanía de tu planeta".

## Jugabilidad
Varias naves, que recuerdan mucho a los cazas TIE, aparecerían en el horizonte y el jugador debe dispararles antes de que destruyeran la nave del jugador. El jugador recibe inicialmente sesenta segundos y el contador disminuye continuamente, pero aumenta a medida que el jugador destruye a los enemigos. Se dan veinte segundos por cada 10.000 puntos anotados. Es factible que un buen jugador pueda jugar indefinidamente. El jugador continuaría volando por la zanja hacia un objetivo específico similar al objetivo Estrella de la Muerte de Star Wars. El juego se volvería cada vez más difícil a medida que el jugador avanzara. Similar al Space Invaders, una nave de comando aparecería periódicamente e intentaría disparar al jugador. Si la nave de comando no fuese destruida rápidamente, el jugador perdería 800 puntos. 
Además del botón de disparo, hay tres botones que controlan la velocidad de la mira. 

### Tanteo
- Command ships – 800
- Starship – 500
- Rocket – 300
- Missile – 100
- Bomber – 100